# Phyllomys thomasi
Phyllomys thomasi és una espècie de mamífer rosegador de la família de les rates espinoses. És endèmica de l'illa de São Sebastião (Brasil). Es tracta d'un animal arborícola i herbívor. El seu hàbitat natural són els boscos perennifolis de frondoses. Està amenaçada per la fragmentació del seu entorn natural i la presència d'una colònia de gats introduïts a l'illa de São Sebastião.
Aquest tàxon fou anomenat en honor de l'eminent mastòleg britànic Oldfield Thomas.